# Vaalserquartier
Vaalserquartier is een wijk van de Duitse stad Aken, gelegen in het stadsdeel Laurensberg.

## Ligging
De wijk ligt direct tegen het Nederlandse Vaals aan en ligt op ongeveer een kilometer van het Drielandenpunt, dat overigens per auto niet rechtstreeks te bereiken is vanuit het Vaalserquartier; wel te voet of per fiets. Nabijgelegen kernen zijn Vaals, Hanbruch, Seffent en Gemmenich. Het Vaalserquartier maakt onderdeel uit van het Vaalser Hügelland en de Noord-Eifel. Bij het Vaalserquartier ontspringt de Selzerbeek en begint het Selzerbeekdal. Ten zuiden van de wijk ligt het Aachener Wald.

## Geschiedenis
De naam Vaalserquartier werd voor het eerst vermeld is 1338, toen dit een van de zes, later zeven kwartieren buiten de stadsmuren van de Rijksstad Aken was. De andere kwartieren van het zogenaamde Rijk van Aken waren: Berger Quartier (Laurensberg), Soerser Quartier (afgesplitst van het Berger Quartier), Orsbacher Quartier, Haarener Quartier, Weidener Quartier en Würselener Quartier. Een eerdere vermelding, uit 1322, betreft alleen de hoeve Gut Burg, waarvan nog restanten aanwezig zijn in het pand Burgstrasse 50. Volgens twee oorkonden van de schepenbank Voels (Vaals) werd dit goed in genoemd jaar overgedragen aan de Egidiuskapel van de Akense commanderij van de Duitse Orde in de Pontstrasse. Aan de ligging binnen de Akense verdedigingsgordel herinneren restanten van een landweer of -graaf langs de Duits-Nederlandse grens, de zogenaamde Aachener Landgrab, alsmede een voormalige wachttoren aan de Dreiländerweg (Türmchen Beeck of Wiss Huus). Dit pand deed later dienst als café. Boven de deur staat het jaartal 1464, maar bewijs daarvoor is niet voorhanden. Een tweede wachttoren bevond zich nabij de Kastanienberg en Gut Wegscheid, waar tot 1967 het tuinhuis Gut Garten stond. Dit tuinhuis was een door Laurenz Mefferdatis voor de familie Pillera verbouwde wachttoren. In de vierkante toren bevond zich de salon. De ertegenaan gebouwde ronde traptoren was door Mefferdatis voorzien van een barokke torenbekroning. Vermoedelijk is de ontwerptekening van dit tuinhuis afgebeeld bij J.F. van Agts verhandeling over Vaals in De Nederlandse monumenten van geschiedenis en kunst, met daarbij de onjuiste vermelding dat het tuinhuis zich te Vaals bevond.
Het verkeer tussen Aken en Maastricht geschiedde tot 1825 over het tracé van een oude, vermoedelijk Romeinse heerbaan, de Oude Akerweg, in Vaals Akenerstraat geheten, in Vaalser Quartier Alte Vaalser Straße. Daar bevindt zich nog een oude douanepost, de Kleng Wach, met een tweetal grensstenen, waarvan de oudste een zogenaamde Adlerstein uit de 14e eeuw is. In 1825 kwam de hoofdweg gereed (Vaalser Straße en in Nederland de Maastrichterlaan ofwel N278). Daarbij werd ook de grenspost in noordelijke richting verplaatst. In 1889 kwam de tramlijn Aken - Vaals gereed en deze liep over deze doorgaande weg. Vanaf 1939 hadden de trams net voor de grens het eindpunt. In 1953 werd een keerlus aangelegd, om de drukte van de vele Duitsers te kunnen verwerken die in Nederland inkopen kwamen doen met de Buttertram. Deze keerlus lag aan het einde van de Konradstraße. In 1974 werd de Akense tram opgeheven. Op de plaats van de keerlus is nog een grasveld te zien met een kiosk in het voormalige onderstation.
De bewoners kerkten vanouds in de oude Sint-Pauluskerk te Vaals, die aanvankelijk een hulpkerk was van de Sint-Jacobskerk te Aken. Vanaf 1934 werd de zielzorg van de bewoners van het Vaalserquartier toevertrouwd aan de paters redemptoristen van het Vaalser klooster. Door de Tweede Wereldoorlog en het sluiten van de grenzen kwam daaraan een einde, waarna de oprichting van een eigen parochie noodzakelijk werd. Van 1948-1951 werd de Sint-Koenraadkerk (Sankt Konradkirche) gebouwd, gewijd aan de Heilige Koenraad van Konstanz.
Vaalserquartier maakte tot 1972 deel uit van de gemeente Laurensberg. In dit jaar werd Laurensberg bij de gemeente Aken gevoegd.

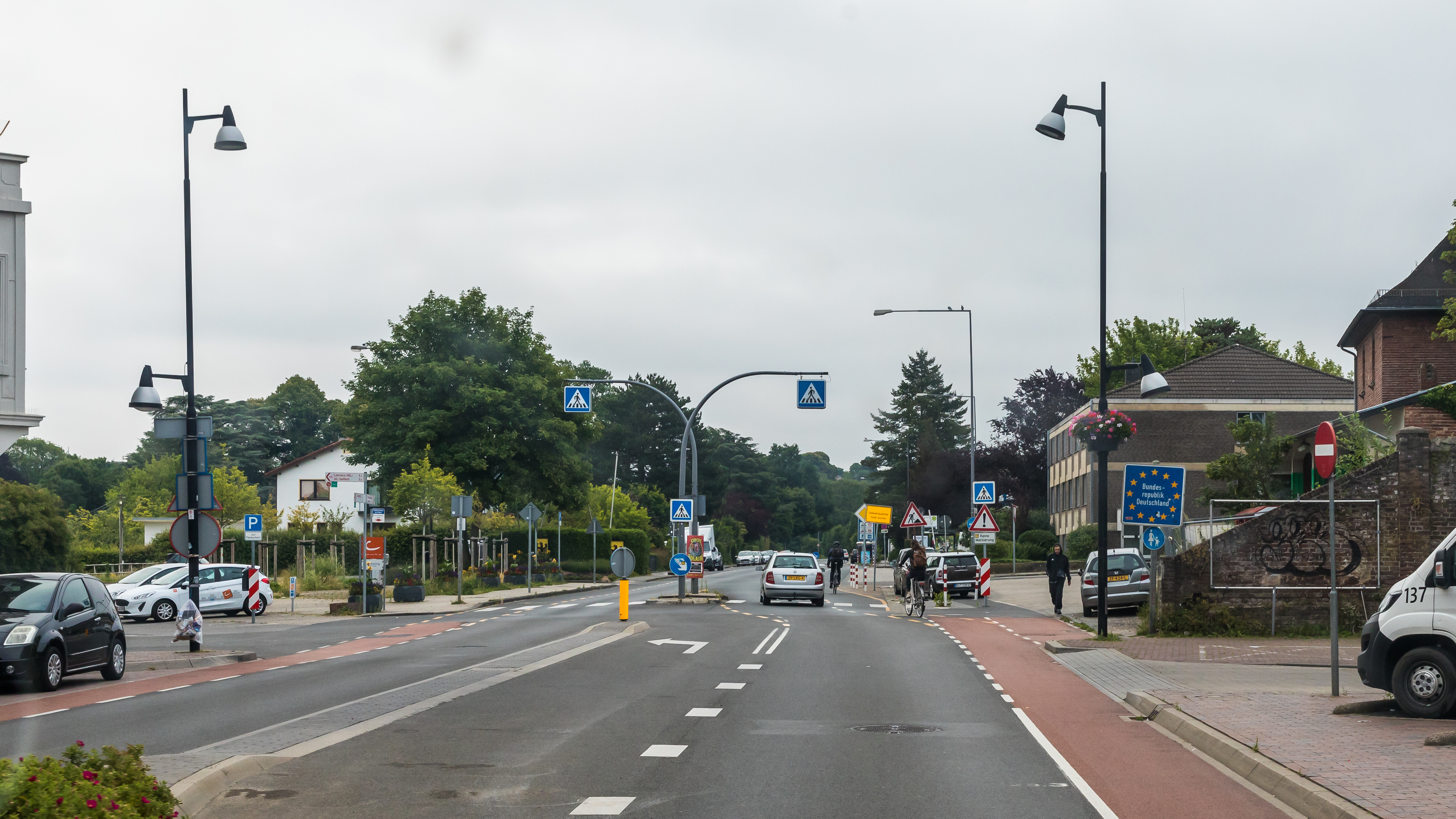
Grensovergang Maastrichterlaan-Vaalserstrasse
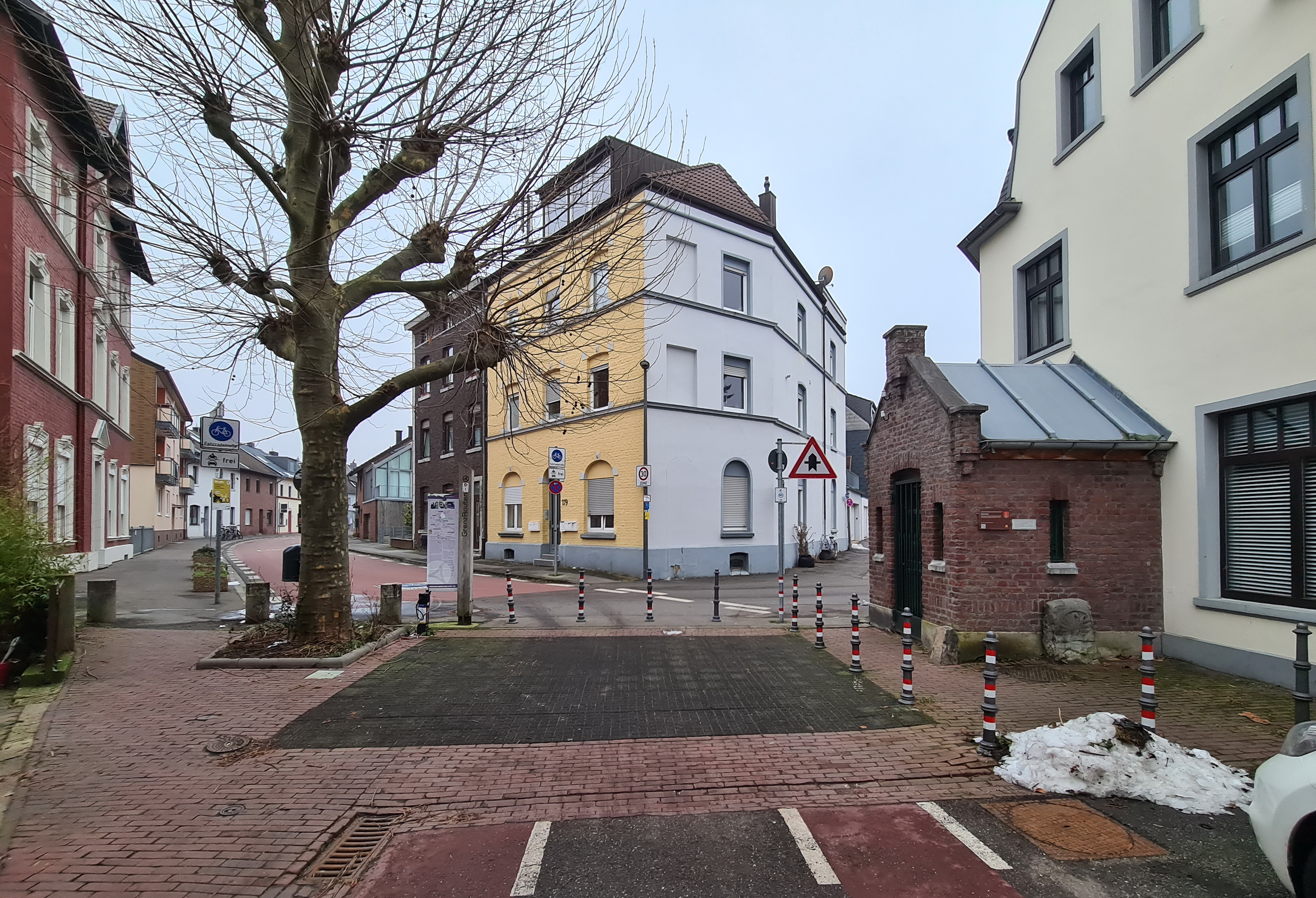
Grensovergang Akenerstraat-Alte Vaalserstrasse met Kleng Wach
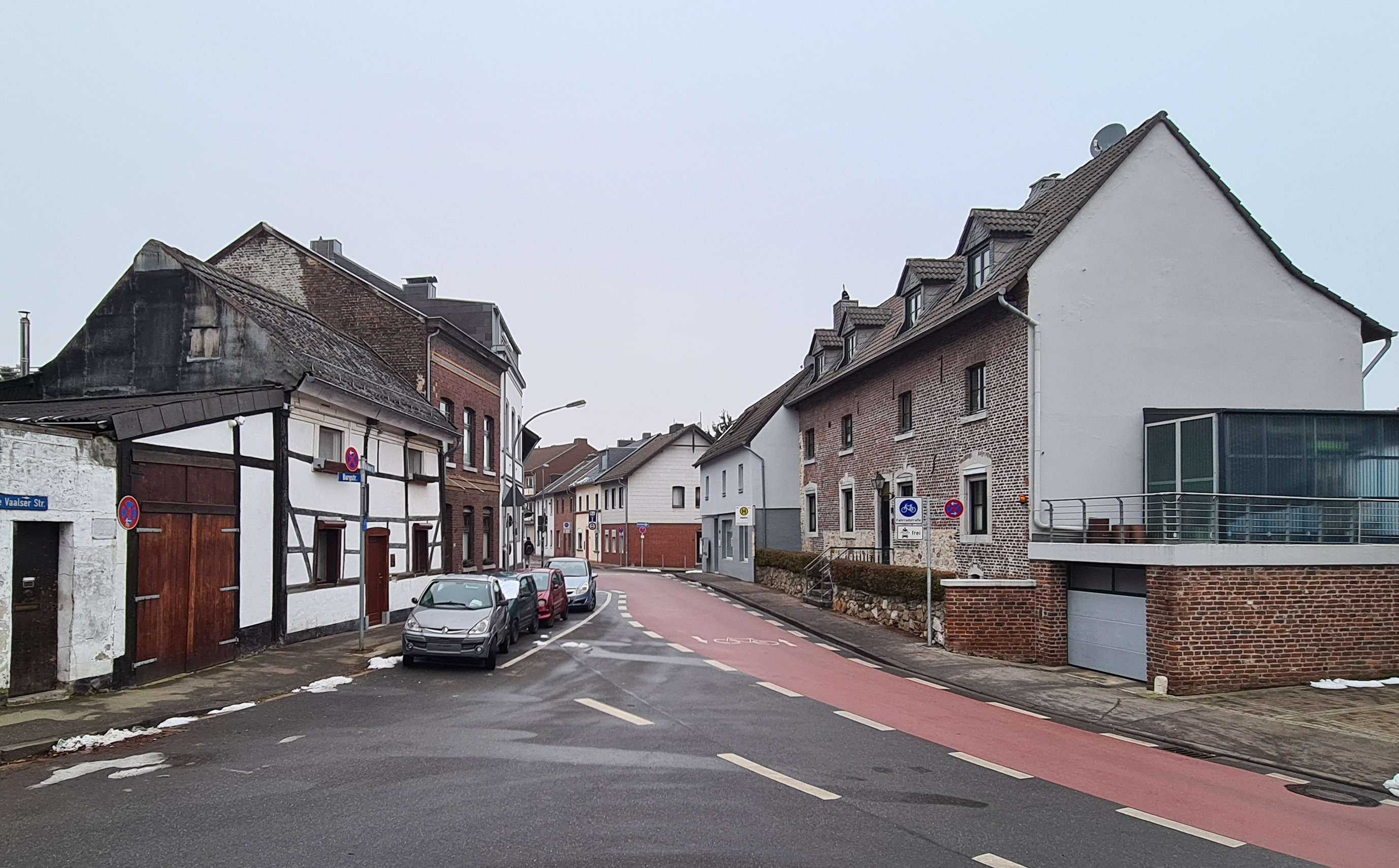
Dorpskern Vaalserquartier
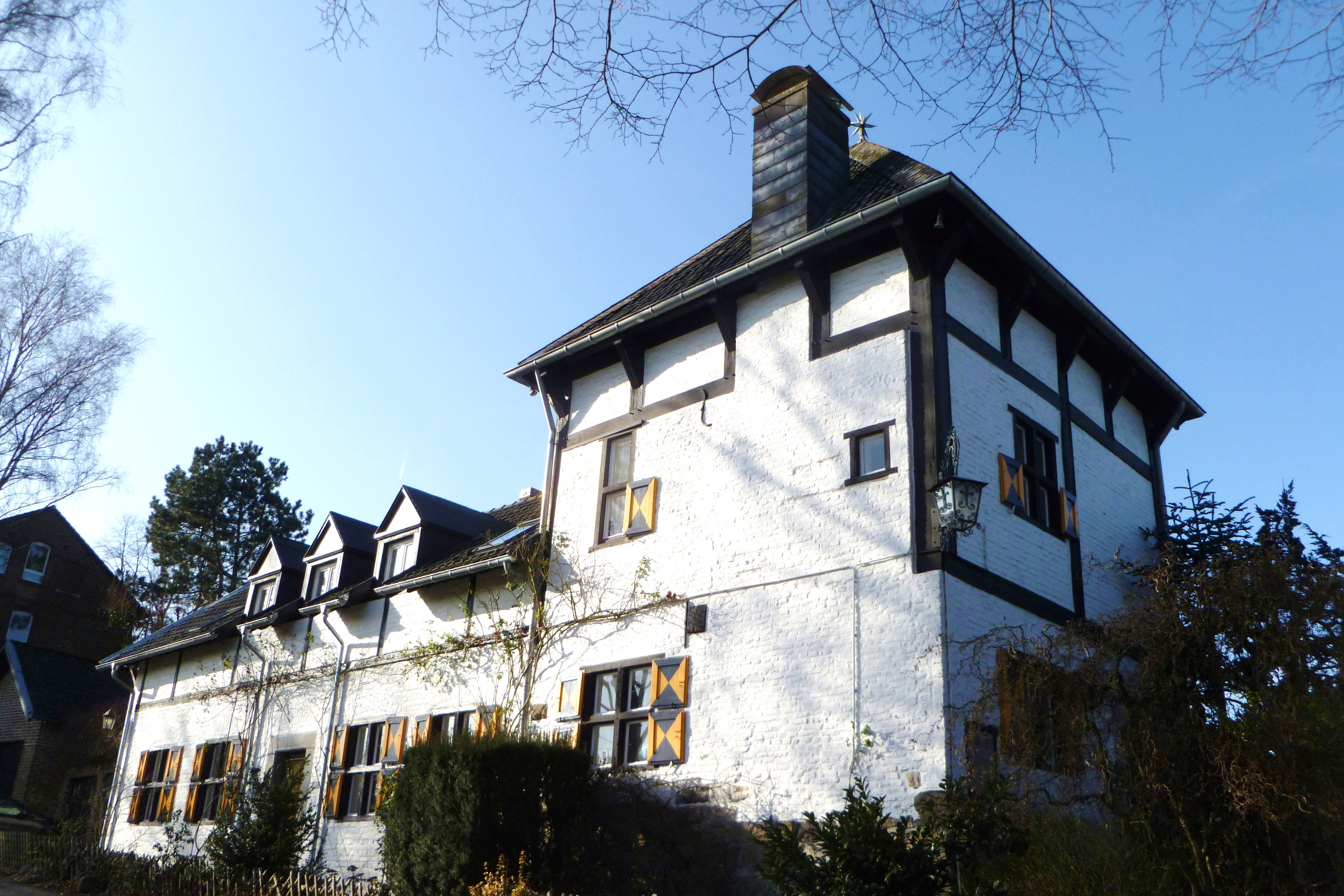
Türmchen Beeck aan de Dreiländerweg